# Liste des épisodes de Saint Seiya: Soul of Gold
Cet article présente la liste des épisodes de la série animation japonaise Saint Seiya: Soul of Gold, série dérivée de la première série originale, Saint Seiya s'inspirant du manga du même nom.

## Généralités
Au Japon, la série est diffusée en streaming via Internet depuis le 11 avril 2015 sur Daisuki puis à partir du 21 avril 2015 sur le service de streaming de Bandai Channel. Un nouvel épisode est disponible toutes les deux semaines.
En France, la série est diffusée en version originale sous-titrée français depuis le 14 avril 2015 sur la chaine Mangas en simulcast.

## Liste des épisodes
La série est composée de 13 épisodes.
| No | Titre français                                                  | Titre japonais                   | Titre japonais                                                                                            | Date de 1re diffusion |
| No | Titre français                                                  | Kanji                            | Rōmaji | Date de 1re diffusion |
| --- | --------------------------------------------------------------- | -------------------------------- | --- | --------------------- |
| 1 | La légende d'or revit !                                         | よみがえれ！黄金伝説             | Yomigaere! Ogon densetsu (La légende d'or revit !)                                                        | 11 avril 2015         |
| Peu de temps après la destruction du Mur des Lamentations lors de la bataille finale contre Hadès, Aiolia, Chevalier d'Or du Lion, se réveille au Royaume d'Ásgard, se souvenant de tout ce qui s'est passé quand les Chevaliers d'Or se sont sacrifiés. Enfermé dans une prison, il rencontre Lyfia, une servante de Hilda de Polaris qui s'est rebellée contre Andreas Lise, devenu le nouveau représentant d’Odin sur terre. Ce dernier semble manipuler le peuple d'Ásgard. Dans un premier temps, Aiolia refuse d’aider Lyfia à cause de la bataille contre Hadès et souhaite rejoindre ses compagnons aux Enfers. Lorsque Lyfia est attaquée par des Guerriers d'Ásgard, Aiolia revient l’aider et affronte alors Frodi, Guerrier Divin de Gullinbursti. Bien que vêtu de son armure d’or, le combat s’avère difficile. Armé d'une épée baptisée Siegschwert, Frodi prend le dessus car sa puissance est alimentée par Yggdrasil, l'Arbre du Monde dans la mythologie nordique. Semblant vaincu, Aiolia entend alors la voix de son frère Aiolos qui l'encourage à découvrir pourquoi les Chevaliers d'Or sont revenus à la vie en Ásgard. Brûlant son Cosmo au maximum, l’armure d’Aiolia change soudain de forme et devient beaucoup plus puissante. Il repousse enfin l’épée de Frodi. Pendant ce temps, Mu du Bélier apparaît dans une autre partie d'Ásgard et se cache d'un autre Guerrier Divin... |                                                                 |                                  | |                       |
| 2 | Le secret d'Yggdrasil révélé !                                  | 暴け！ユグドラシルの秘密         | Abake! Yugudorashiru no Himitsu (Le secret d'Yggdrasil révélé !)                                          | 25 avril 2015         |
| Laissant Aiolia se reposer après sa bataille, Lyfia part chercher de l’eau et de la nourriture. Plus tard, dans un village d'Ásgard, elle rencontre Mu qui l'informe qu’il a vu un village où les habitants semblaient avoir disparu, mais aussi qu’il a croisé un autre Guerrier Divin, Fafnir de Nidhogg. Mu part à la recherche de cet ennemi mais est facilement vaincu. Il se retrouve prisonnier des racines d'Yggdrasil et réalise que l’arbre est la source du mal. Mu se libère de sa prison et affronte à nouveau Fafnir qui finit par disparaitre. Pendant ce temps, dans une arène, Aldebaran du Taureau assiste à un combat de Dohko de la Balance contre plusieurs soldats d'Asgard. Ils réalisent par la suite, en se reposant dans un bar, que quelqu'un joue avec leur vie. Avant qu'ils aient le temps de continuer leur conversation, ils sont défiés par le Guerrier Divin Heraclès de Tanngrisnir. Dohko laisse Aldebaran affronter son adversaire pour que celui-ci puisse prendre sa revanche sur sa défaite face aux Guerriers Divins lors de la première Bataille d'Ásgard. Aldebaran finit par vaincre son adversaire, qui prend la fuite. Les deux Chevaliers d’Or décident de faire le chemin jusqu’à Yggdrasil et de le détruire. Dans une autre partie d'Ásgard, Milo du Scorpion torture un soldat d'Asgard pour avoir des informations... |                                                                 |                                  | |                       |
| 3 | Violente confrontation ! Chevalier d'Or contre Chevalier d'Or ! | 激突！黄金聖闘士VS黄金聖闘士     | Gekitotsu! Gōrudoseinto VS gōrudoseinto (Violente confrontation ! Chevalier d'Or contre Chevalier d'Or !) | 9 mai 2015            |
| En arrivant dans un village, Aiolia et Lyfia rencontrent Deathmask du Cancer, qui a lui-même précédemment rencontré Aphrodite des Poissons. Deathmask, satisfait de sa nouvelle vie, refuse de se joindre à la future bataille et préfère s'adonner au jeu et à la boisson. Pendant ce temps, Milo se déplace à travers les terres d'Ásgard et rencontre Camus du Verseau, qui l'attaque soudainement. Peu de temps après, Milo est confronté à un nouveau Guerrier Divin, Surt d'Eikthyrnir. Milo tombe dans une rivière à la suite d'une attaque de Surt et de Camus. Il est sauvé par Shaka, Chevalier d'Or de la Vierge, qui s'est réfugié dans une grotte pour méditer et tenter d'obtenir des réponses. Refusant de s'asseoir tranquillement et d’observer ce qui se passe avec Shaka, Milo part au château des Guerrier Divins et fait une nouvelle fois face à son ancien ami, Camus. Ils sont apparemment égaux en force jusqu'à ce que le Guerrier Divin Sigmund de Grani arrive. Surt intervient avec une attaque enflammée. À ce moment, une figure mystérieuse émerge des flammes : Saga des Gémeaux... |                                                                 |                                  | |                       |
| 4 | La réunion des sept guerriers divins !                          | 集結！七人の神闘士               | Shūketsu! Nanajin no shintōshi (La réunion des sept guerriers divins !)                                   | 23 mai 2015           |
| Saga arrive sur le lieu de la bataille pour aider Milo contre Camus, Surt et Sigmund. Les deux Guerriers Divins et Camus sortent sains et saufs de la bataille grâce à la protection d'Yggdrasil. Pendant ce temps Lyfia se confie à Aiolia sur les Guerriers Divins. Deathmask, quant à lui, semble s'être entichée d'une jeune marchande de fleurs prénommée Héléna. La sachant dans le besoin, il lui offre secrètement tous les gains qu'il peut obtenir grâce à sa passion pour le jeu. Il commence cependant à remarquer que le nombre de villageois diminue et finit par se demander ce qui se passe. Par l'intermédiaire de ses jeunes frères et sœurs, il apprend qu'Héléna est à l'hôpital et s'y rend précipitamment. Il y retrouve Aphrodite dans son combat contre Fafnir, et parvient à lui soutirer des informations sur la manière de briser la barrière protectrice d'Yggdrasil. Deathmask se retrouve confronté directement à Andreas. Son armure d'Or ayant considéré qu'il n'était plus digne de la porter depuis la Bataille du Sanctuaire contre les Chevaliers de Bronze, Deathmask prend part au combat sans protection. Lors de ce combat où il est nettement dominé, son armure finit par apparaître et l'enveloppe à nouveau, ce qui lui fait prendre conscience de l'erreur dans laquelle il s'était enfermé en faisant preuve de cruauté. Durant le combat, Deathmask pousse son cosmo au maximum, ce qui provoque la transformation de son armure d'Or en armure divine (God cloth). Ayant obtenu et vu de ses yeux ce qu'il désirait, Andreas se retire. Malheureusement, Héléna a été tuée dans la bataille, laissant Deathmask rempli de chagrin. Dans son palais, Andreas admire Aphrodite figé et son armure d'Or qui est la première des Douze à être collectée. En parallèle, Mu arrive près Shaka réfugié dans sa grotte pour discuter du nouveau pouvoir qui réside dans les armures d'Or, leur transformation en armures divines (God clothes)... |                                                                 |                                  | |                       |
| 5 | Ultime ! La puissance des armures divines                       | 究極！神聖衣の力                 | Kyūkyoku! Shinsei i no chikara (Ultime ! La puissance des armures divines)                                | 6 juin 2015           |
| Mu et Shaka conversent sur Yggdrasil et ses trois grandes racines, qu'il faut absolument détruire. Mu décide d'aller vers Yggdrasil et Shaka lui confie alors la Dague d'or ayant servi à la tentative de meurtre contre Athéna. Aiolia et Lyfia se trouvent confrontés à une silhouette encapuchonnée qui se révèle être Seiya de Pégase. Lyfia l'informe qu'il s'agit de l'Hiver de Fimbul, le Fimbulvetr, un labyrinthe qui utilise contre eux les souvenirs les plus sombres des Chevaliers d'Or. Ainsi, Aldébaran se retrouve face à Shun d'Andromède, Dohko face à Shiryu du Dragon et Milo face à Hyoga du Cygne. Chaque chevalier d'Or parvient à vaincre l'illusion à laquelle il est confronté à l'exception d'Aiolia dont le mirage s'est transformé en Shura du Capricorne. Aiolia garde en effet au fond de lui une vieille rancœur contre Shura, qui fut autrefois le meurtrier de son frère. Le véritable Chevalier du Capricorne arrive et aide Aiolia dans son combat. De leurs côtés, Milo se retrouve face à une racine d'Yggdrasil, Aiolia et Shura face à une autre et Aldébaran et Dohko face à la dernière. Ils comprennent que le seul moyen de les détruire est d'utiliser le pouvoir des armures divines. Cependant, afin de parvenir à les faire apparaître, les Chevaliers d'Or doivent augmenter leur cosmos au maximum et posséder un objet béni par le sang d'Athéna, ce qui n'est pas le cas de Milo. Mu lui transfère alors par télékinésie la Dague d'or ayant servi à donner la mort à Athéna lors de la Bataille contre Hadès. Aiolia, Aldébaran et Milo intensifient leur cosmos, font apparaître la version divine de leurs armures, et détruisent les trois grandes racines. Cependant, Milo, déjà blessé lors de ses précédents combats, s'écroule et son corps est alors absorbé par les racines d'Yggdrasil. Pendant ce temps, en essayant d'obtenir des réponses d'Athéna, Shaka sent quelque chose et revêt son armure d'Or...                |                                                                 |                                  | |                       |
| 6 | Invasion ! Les 7 halls d'Yggdrasil                              | 突入！ユグドラシルの７つの間     | Totsunyū! Yugudorashiru no nanatsu no ma (Irruption ! Les 7 halls d'Yggdrasil)                            | 20 juin 2015          |
| Andreas demande aux soldats d'Ásgard qui lui obéissent de laisser les Chevaliers d'Or avancer. Il donne ensuite aux sept nouveaux Guerriers divins de nouveaux saphirs d'Odin qui leur permettront de tirer plus de puissance d'Yggdrasil. Il raconte ensuite sa première rencontre avec Aiolos du Sagittaire : après avoir reçu un avertissement d'Hilda de Polaris qui le prévient qu'Yggdrasil, qui se nourrit des âmes des habitants d'Ásgard, porte un fruit maléfique qui plongera la terre dans le chaos. En avançant vers l'Arbre, il croise le chemin d'Aiolos sans toutefois expliquer la fin de cette rencontre. Pendant ce temps, Mu, Aldébaran, Aiolia, Dohko et Shura arrivent au cœur d'Yggdrasil accompagnés de Lyfia qui leur explique que pour détruire l'arbre, il faudra traverser les Sept halls : Svartalfheim, hall du Savoir ; Jötunheim, hall des Géants ; Alfheim, hall de la Lumière ; Helheim, hall des Morts ; Vanaheim, hall des Braves ; Niflheim, hall de la Brume et Jääheim, hall des Glaces, pour y détruire les statues qui y sont dressées. Les Chevaliers d'Or empruntent chacun une route différente pour partir à l'assaut d'Yggdrasil. Aiolia se retrouve face à Frodi dans le Hall des Braves, Aldébaran face à Héraclès dans le Hall des Géants, Mu face à Fafnir dans le Hall du Savoir, Shura face à Camus dans le Hall de Glace. Dans le Hall des Morts, Dohko se retrouve face à un adversaire masqué qui ressuscite les Morts. Pendant ce temps, Andreas, réalisant que la croissance d'Yggdrasil est ralentie, repense à son combat contre Aiolos, qui avant de tomber dans une crevasse a réussi à décocher une flèche vers Yggdrasil en le blessant à l'œil... |                                                                 |                                  | |                       |
| 7 | Duel ! Armure d'Or contre armure d'Or                           | 激震！ 神聖衣 VS 神聖衣          | Gekishin! Goddo Kurosu tai goddo kurosu (Duel ! Armure d'Or contre armure d'Or)                           | 4 juillet 2015        |
| Aiolia et Frodi font jeu égal à Vanaheim jusqu'à ce que le Chevalier d’Or libère toute sa puissance, forçant le Guerrier Divin à faire de même. Pendant ce temps, à Jotunheim, Héraclès provoque Aldébaran pour que celui-ci utilise son Armure Divine. Le Chevalier d'Or prend facilement le dessus. Les deux combattants meurent durant le combat et Aldébaran, après avoir détruit la statue du Hall, est absorbé par les racines d'Yggdrasil. À Svartalfheim, Mu frappe Fafner et décide de s’attaquer en premier à la statue du Hall. Fafnir se relève et se déchaîne contre Mu. À Jääheim, les attaques de Shura et Camus s’entrechoquent avec la même puissance. A Helheim, Dohko se débarrasse facilement des soldats morts avant de s'attaquer à la silhouette encapuchonnée. A ce moment, Utgarda apparaît et se prépare à lui faire face alors que la silhouette encapuchonnée se révèle être Lyfia, qui semble être dans une sorte de transe. À Jääheim, Surt apparaît et tue Shura tandis que la statue cachée de Muspelheim émerge du sol. Camus, revenu au sens des réalités, se range à nouveau du côté d’Athéna et affronte son ancien ami. Enfin, Shaka arrive au Hall de la lumière, Alfheim. Là, il est accueilli par Balder... |                                                                 |                                  | |                       |
| 8 | Balder ! L'homme élu par les dieux                              | バルドル！ 神に選ばれし男        | Barudoru! Kami ni erabareshi otoko (Balder ! L'homme élu par les Dieux)                                   | 18 juillet 2015       |
| Shaka et Balder se livrent à une violente confrontation dans le Hall de la Lumière, Alfheim. Balder prend le dessus et révèle à Shaka comment il est devenu un dieu. À Svartalfheim, Mu a du mal à rivaliser avec la nouvelle et sauvage puissance de Fafnir tirée du saphir d’Odin. Deathmask arrive et prend la relève, ce dernier ayant un compte à régler avec Fafnir à la suite de la mort d'Héléna. Deathmask se projette avec le guerrier divin au Puits des morts grâce au Sekishikimeikai ha. Le combat s'engage mais Deathmask ne peut utiliser sa pleine puissance car Fafnir a condamné à une mort quasi certaine les frères et sœurs d'Héléna et le menace de les tuer définitivement s'il ne se laisse pas vaincre. Grâce aux messages de ces derniers, qui le poussent à lui mettre une raclée, le Chevalier d'Or brûle son cosmos à un nouveau niveau et son armure divine apparaît. A Helheim, Dohko fait toujours face à Utgarda et Lyfia. Pendant ce temps, Shaka ouvre les yeux et son armure évolue également en God cloth. Il s'adresse alors au véritable ennemi qui se cahce derrière Andreas et lui jure qu'il ne remportera pas la victoire finale. Shaka vient alors à bout de Balder grâce à sa technique des Trésors du Ciel et lui permet de mourir dignement en le privant de son sens du toucher. Au Puits des morts, Deathmask vainc Fafnir, qui se retrouve condamné à la souffrance éternelle. Revenu dans le monde réel, Deathmask s'écroule d'épuisement. Pendant ce temps, Saga, considéré comme le plus puissant des Chevaliers d'Or d'Athéna, arrive à la Chambre de la Brume, Niflheim, où il se retrouve face à Sigmund... |                                                                 |                                  | |                       |
| 9 | Saga ! Le lien incassable des frères                            | サガ！熱き兄弟の絆               | Saga! Atsuki kyōdai no kizuna (Saga ! Le lien incassable des frères)                                      | 1er août 2015         |
| Sigmund est avide de vengeance en raison de la mort de son jeune frère Siegfried lors de la dernière bataille d'Ásgard. Saga prend cependant facilement le dessus sur Sigmund en utilisant seulement une insignifiante partie de sa puissance, confortant sa réputation de chevalier d'Or le plus puissant. Les pouvoirs de Saga parviennent même à surprendre Andreas. Comme Saga essaie d'achever son combat contre Sigmund, un rayon de lumière apparaît en face de lui. Pendant ce temps, une bataille s'engage entre Aiolia et Frodi dans la Chambre. C'est alors que Lyfia apparaît au milieu de la bataille. La vérité commence alors à se révéler : c'est elle qui a ramené les douze Chevaliers d'Or à la vie... |                                                                 |                                  | |                       |
| 10 | Bataille décisive ! Aiolia contre Andreas                       | 決戦！アイオリアVSアンドレアス   | Kessen ! Aioria tai Andoreasu (Bataille décisive ! Aiolia contre Andreas)                                 | 15 août 2015          |
| 11 | Résurrection ! Le dieu maléfique d'Asgard                       | 復活！アスガルドの邪神ロキ       | Fukkatsu! Asugarudo no jashin Roki                                                                        | 29 août 2015          |
| 12 | Naissance ! La lance sacrée Gungnir                             | 誕生！神器グングニルの槍         | Tanjō! Jingi gunguniru no yari                                                                            | 12 septembre 2015     |
| 13 | Que nos volontés l'atteignent ! L'éternelle légende d'or !      | 届け我らの想い！永遠の黄金伝説！ | Todoke warera no omoi! Eien no ōgon densetsu!                                                             | 26 septembre 2015     |